# ویلفرید مارتنس
ویلفرید مارتنس (انگلیسی: Wilfried Martens؛ ۱۹ آوریل ۱۹۳۶ – ۹ اکتبر ۲۰۱۳) یک سیاست‌مدار اهل بلژیک بود.